# Мыслино (деревня)
Мыслино — деревня в Усадищенском сельском поселении Волховского района Ленинградской области.

## История
Деревня Мыслина упоминается на карте Новоладожского уезда 1807 года.
На карте Санкт-Петербургской губернии Ф. Ф. Шуберта 1834 года упоминается деревня Мыслена, состоящая из 50 крестьянских дворов.

МЫСЛИНА — деревня принадлежит Казённому ведомству, число жителей по ревизии: 137 м. п., 125 ж. п. (1838 год)

Как деревня Мыслена из 50 дворов она отмечена на карте Ф. Ф. Шуберта 1844 года.

МЫСЛИНА — деревня Ведомства государственного имущества, по просёлочной дороге, число дворов — 68, число душ — 161 м. п. (1856 год)

МЫСЛИНО — деревня казённая при колодце, число дворов — 71, число жителей: 148 м. п., 168 ж. п.; Часовня православная. (1862 год)

Сборник Центрального статистического комитета описывал её так:

МЫСЛИНА (МЫСЛЕНА) — деревня бывшая государственная, дворов — 74, жителей — 380; ветряная мельница, лавка. (1885 год)

Согласно епархиальным сведениям 1899 года деревня относилась к приходу Преображенской церкви (ранее Усадище-Спасовской, Михайловского погоста) в селе Заболотье.
В конце XIX — начале XX века деревня административно относилась к Усадище-Спассовской (Усадищской) волости 2-го стана Новоладожского уезда Санкт-Петербургской губернии.
По данным «Памятной книжки Санкт-Петербургской губернии» за 1905 год деревня Мыслино входила в Мыслинское сельское общество.

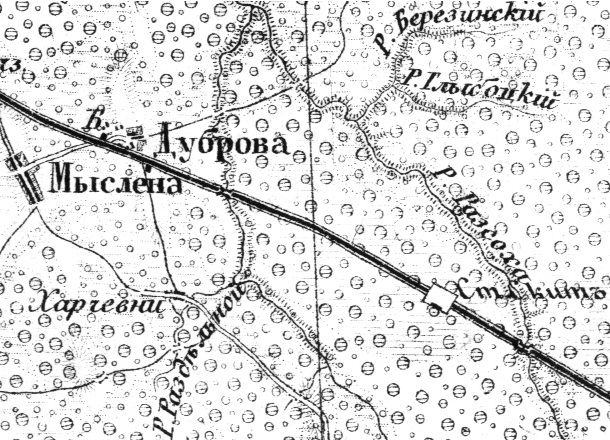
Деревня Мыслино на карте 1915 года

Согласно военно-топографической карте Петроградской и Новгородской губерний издания 1915 года и карте Петербургской губернии издания 1922 года деревня называлась Мыслена.
С 1917 по 1923 год деревня входила в состав Усадище-Спасовской волости Новоладожского уезда.
С 1923 года в составе Усадищенского сельсовета Пролетарской волости Волховского уезда.
С 1924 года в составе Усадище-Спасовского сельсовета.
С 1926 года в составе Усадищенского сельсовета. Согласно данным переписи населения СССР 1926 года в деревне Мыслино проживали 403 человека — все русские.
С 1926 года в составе Волховского района.
Согласно карте Ленинградской области Северо-западного аэрогеодезического треста ГГУ издания 1932 года деревня Мыслино насчитывала 48 крестьянских дворов, в деревне находилась часовня.
По данным 1933 года деревня называлась Мыслино и входила в состав Усадищенского сельсовета Волховского района.
В 1939 году население деревни составляло 521 человек.
В 1958 году население деревни составляло 400 человек.
По данным 1966, 1973 и 1990 годов деревня Мыслино также входила в состав Усадищенского сельсовета.
В 1997 году в деревне Мыслино Усадищенской волости проживали 77 человек, в 2002 году — 57 человек (русские — 96 %).
В 2007 году в деревне Мыслино Усадищенского СП — 50 человек.

## География
Деревня расположена в южной части района на автодороге 41К-057 (Ульяшево — Подвязье — Мыслино), в месте примыкания к ней автодороги 41К-060 (Мыслино — Дуброво — Зеленец).
Расстояние до административного центра поселения — 4 км.
Деревня находится близ железнодорожной линии Волховстрой I — Вологда I. Расстояние до ближайшей железнодорожной станции Мыслино — 1 км.

## Демография
| 1838 | 1862 | 1885 | 1997 | 2007 | 2010 | 2017 |
| ---- | ---- | ---- | ---- | ---- | ---- | ---- |
| 262  | ↗316 | ↗380 | ↘77  | ↘50  | ↘44  | ↘35  |

### Национальный состав
Согласно данным Всероссийской переписи населения 2021 года в деревне проживали 35 человек, из них:
 русские — 14 человек, остальные национальность не указали.